# しらい
しらい（1996年3月4日 - ）は、日本のモデル・タレント。女性アイドルグループ・じゅじゅの元メンバーで、メンバーカラーは赤。2019年5月より2021年6月まで、音楽活動においては白羽（しらは）の名義で渋都市株式会社に所属して活動していた。埼玉県出身。

## 略歴

### じゅじゅ時代
「ツインテール協会」の「放課後ツインテール」でモデルデビュー。中島圭一郎によるウインク写真の企画「ウィンクキラー」(2013.12.18 マイウェイ出版)に掲載される。  
2014年3月29日、ウィンクキラー発のアイドル「じゅじゅ」のメンバーとしてアイドル活動を開始。当初は「バンドを結成する」という話であったが、実際はアイドルグループであった。しらい自身の過去の経験から"呪い"がコンセプトになったことを「当時はとても抵抗があった」と後日語っている。 
アイドル活動と並行して、2016年1月16日発売の『KERA』（ジャック・メディア）3月号にモデルとして掲載。同年3月16日発売の5月号では「双木昭夫×ケラ!プレゼンツ 新世界少女」に掲載され、以後の連載にも登場している。2016年の生誕記念グッズとして少女写真家の飯田エリカと制作した写真集「19と嘘と秘密」を発売。
2016年3月29日をもって「じゅじゅ」を卒業。以降は、雑誌、テレビ、イベントなどジャンルを問わずマルチに活動を展開する。トークイベント「しらいちゃんの今後を考える会」や写真展「しらいちゃん展」を開催。

### 白羽時代
2019年、「このままでは応援してくださる方に、なかなか新しい面を見せられない」と思ったことをきっかけに、再度ステージアイドルへの復帰を決意。5月22日のお披露目ライブより、「あなただけの神様」を コンセプトとしたソロアイドル「白羽」として再度デビューを果たす。これをきっかけに渋都市株式会社に所属することとなる。 
「白羽」ではノスタルジックな和調サウンドにポップスやエレクトロをミックスした独特の 曲調、そして少女らしい白羽の歌声が掛け合わされた唯一無二のヒーリング系楽曲を披露しており、2020年2月にリリースされたアルバム「白白」にはAvecAvec、yuigot、Kabanagu 、LASTorderなど、豪華なトラックメイカー達が名を連ねた。「白白」収録楽曲「麻酔のように」では、自らの経験をもとに作詞にも挑戦している。
主催ライブでは渋都市所属huezによるVJや照明・舞台演出、アートディレクター志度ゆうりによる「白羽オリジナルの文字」の作成など細部にまで非常に拘り白羽の世界観を確立していた。2019年の新型コロナウイルスの世界的大流行によりライブハウスでイベントが開催できない中、当初はまだ珍しかったライブ配信やZOOMを使ったトークイベントなども開催し、積極的に活動を続けていた。
2019年2月より、「#パフェには終わりが来る」のハッシュタグでTwitterやInstagramに投稿。パフェ評論家の斧屋もこのハッシュタグに注目。2020年には、tulle（スペースシャワーネットワーク）でパフェをテーマとした連載や「しらいちゃん『#パフェには終わりが来る』展」を開催。
2021年3月6日、同年6月6日に開催されるワンマンライブにて「白羽」としての活動を終了すると告知。4月24日には、ワンマンライブ終了後、渋都市株式会社のマネジメントを離れ、独立して活動すると発表。

### Lepidolite～Parfait♡Girls時代
2021年6月5日、「地球から少し離れた星で暮らすシライとチチによるアイドルユニット」という宇宙人をコンセプトに、ちちとLepidoliteというユニットを結成。名前も「シライ」と「チチ」として活動。結成後は写真展、ZINE制作やイベントを開催して活動を続けている。
2021年9月5日、イヴにゃんローラーコースターと共に「イヴにゃんとしらちがきゅるきゅるアイドルユニットだった世界線」をコンセプトにParfait♡Girlsを結成。「モアモア♡パフェおわ」のデジタル配信を開始。結成後はライブ活動、楽曲配信、MV作成、ZINE制作など勢力的に活動開始。ファンを「くり～民」と呼んでいた。
2023年1月7日、Parfait♡Girlsは、「Palette Fes」をもってパフェの惑星へ一時期間（活動休止）。Parfait♡Girlsとしての活動については「Parfait♡Girlsは、私の中では、本当は交わることのない世界が交わった世界線、奇跡！のようなイメージがあります。後にも先にも、パフェガのしらちってパフェガでしか見れないんだろうなぁ。」と振り返っている。

### cherish your bubble時代
2023年5月21日、椋本真叶（ex.tipToe.）とのユニット「cherish your bubble」結成。渋谷LOFT HEAVENにてお披露目を兼ねた主催公演を実施。略称は「チェリバブ」。
2023年8月25日、クラウドファンディングサイト「うぶごえ」にて、10周年企画の「しらいちゃん写真展＆写真集プロジェクト」を開始。わずか2分13秒で目標額に到達。最終的には目標額に対して達成率459％となった。

### しらい時代
2024年8月28日、アーバンギャルドの松永天馬プロデュースで「しらい」名義での再デビューを発表。本来はしらいのオリジナル曲として制作されたがアーバンギャルドの楽曲としてリリースされた『ビデオのように』で再デビューを飾ることになった。
9月18日『ビデオのように』デジタルリリース。MV公開。

## 作品

### CD

#### シングル
| # | 発売日        | タイトル                | 収録曲                                                      | 備考             |
| - | ------------- | ----------------------- | ----------------------------------------------------------- | ---------------- |
| 1 | 2020年5月24日 | ポスト均衡/まなざしの先 | 1. ポスト均衡 2. まなざしの先 3. ボイストラック（CD版限定） | 白羽名義         |
| 2 | 2024年9月18日 | ビデオのように          | 1.ビデオのように                                            | デジタルリリース |

#### EP
| # | 発売日        | タイトル     | 収録曲                                                                  | 備考     |
| - | ------------- | ------------ | ----------------------------------------------------------------------- | -------- |
| 1 | 2019年5月22日 | フロム天上   | 1. CULT 2. フロム天上 3. 猫も杓子も 4. 熱帯域                           | 白羽名義 |
| 2 | 2020年9月6日  | ひとすじの光 | 1. くもの糸 2. ポスト均衡 3. フロム天上 4. まなざしの先 5. 帰れない二人 | 白羽名義 |

#### アルバム
| # | 発売日        | タイトル            | 収録曲 | 備考                    |
| - | ------------- | ------------------- | --- | ----------------------- |
| 1 | 2020年2月14日 | 白白                | 1. CULT 2. ホワイト・アウト 3. 猫も杓子も 4. 千年前と同じ夢 5. フロム天上 6. ぱやぱや 7. 熱帯域 8. 麻酔のように 9. 都市伝説 10. ふるえるゆめ 11. Veil | 白羽名義                |
| 2 | 2022年4月30日 | she is lie          | 1. she is lie 2. BABY♡GIRLY♡HEAVENLY 3. 人魚姫 4. モアモア♡パフェおわ 5. INNOCENCE                                                                    | しらい名義              |
|   | 2023年5月21日 | cherish your bubble | 1. utopia 2. mirage 3. ティアーズ・ミラー 4. リナリア 5. doll's ark 6. 泡沫の夢                                                                       | cherish your bubble名義 |

#### DVD
| # | 発売日        | タイトル                                                  | 備考 |
| - | ------------- | --------------------------------------------------------- | ---- |
| 1 | 2020年7月23日 | 1stワンマン&白羽の矢vol.04                                |      |
| 1 | 2021年7月1日  | 白羽ライブDVD（2021年3月生誕ワンマン・6月ラストワンマン） |      |

## 書籍

### 写真集
- 『19と秘密と嘘』
- 『彼女の夢と終わる夏 しらい×飯田えりか』
- 『しらい したい したい』
- 『白井好吃台湾』
- 『#FFFFFF』
- 『0304-000 しらい×飯田エリカ』
- 『0304-026 しらい×飯田エリカ』
- 『0304-085 しらい×飯田エリカ』
- 『0304-128 しらい×飯田エリカ』
- 『0304-149 しらい×飯田エリカ』
- 『0304-188 しらい×飯田エリカ』
- 『0304-221 しらい×飯田エリカ』
- 『0304-251 しらい×飯田エリカ』
- 『0304-320 しらい×飯田エリカ』
- 『0304-345 しらい×飯田エリカ』
- 『THE DYSTOPIAN Alice』
- 『密か』
- しらいちゃんお家時間ZINE「Nerine~しらいちゃん時間~」
- しらいちゃん生誕祭2023 ZINE『STARRY HEAVEN』

## Web連載
- KERA（ジェイ・インターナショナル） - レギュラーモデル
- tulle（スペースシャワーネットワーク） - 連載「しらいちゃんの完璧主義〜パフェを食べながら〜」（2020年6月 - 12月）

## ライブ・イベント

### トークイベント
- 写真集『ウインクキラー』（マイウェイ出版）刊行記念「ウインクキラーのキラーウインク」（2014年4月6日、阿佐ヶ谷ロフトA）[11]
- しらいちゃんの冥々・Vol.1～♡しらちデパートでお買い物♡～（2017年9月23日、新宿ロフト）ゲスト：クマリデパート
- しらいちゃん×吉田豪トークショー「しらい×だらけ」（2019年2月2日、まんだらけ中野店 海馬 イベントスペース）
- 第1回不純喫茶ろる〜パフェには終わりが来るのか〜（2019年9月1日、Naked Loft）ホスト：ろるらり
- しらいちゃんオンライントークイベント：白羽ワンマンライブを振り返る会(2020年4月22日)
- しらいちゃんオンライントークイベント「しらいちゃん展2020を語る会」(2020年5月6日)
- しらいとまなかのお疲れ様会（2023年4月23日、ROCK CAFE LOFT）
- summer bubble（2023年7月9日、ROCK CAFE LOFT、定期ミニイベント）※cherish your bubble名義
- autumn bubble（2023年10月8日、ROCK CAFE LOFT、定期ミニイベント）※cherish your bubble名義

#### しらいちゃんの今後を考える会
| 公演日                    | 公演名                                                                                    | 会場                     | ゲスト                            |
| ------------------------- | ----------------------------------------------------------------------------------------- | ------------------------ | --------------------------------- |
| 2016年5月21日             | しらいちゃんの今後を考える会                                                              | Naked Loft               |                                   |
| 2016年7月2日              | しらいちゃんの今後を考える会 第二夜〜今回はお昼だけど〜                                   | 恵比寿CreAto             |                                   |
| 2016年8月7日              | しらいちゃんの今後を考える会 第二.五夜 〜今回はお昼だし大阪だし〜                         | ロフトプラスワンウエスト |                                   |
| 2016年8月28日             | しらいちゃんの今後を考える会 第三夜〜今回もお昼だけど〜                                   | 恵比寿CreAto             |                                   |
| 2016年9月25日             | しらいちゃんの今後を考える会 第四夜〜今回は渋谷だし開店記念だし〜                         | LOFT9 Shibuya            |                                   |
| 2016年11月6日             | しらいちゃんの今後を考える会 第四.五夜〜今回も大阪はお昼やで〜                            | ロフトプラスワンウエスト | 南菜生（PassCode）                |
| 2016年12月24日            | しらいちゃんの今後を考える会 第五夜〜クリスマスイブだし今年ラストだし〜                   | 新宿ロフトプラスワン     | 来夢、松村直樹（KERA編集長）      |
| 2017年1月21日（20日深夜） | しらいちゃんの今後を考える会 第六夜〜新年会だしオールナイトだし〜                         | LOFT9 Shibuya            | 緑川百々子                        |
| 2017年2月19日（18日深夜） | しらいちゃんの今後を考える会 第七夜〜緊急決定だしシークレットゲストだし〜                 | LOFT9 Shibuya            | 宇佐美萌（ex.BELLRING少女ハート） |
| 2017年3月4日              | しらいちゃんの今後を考える会 第八夜〜お誕生日だし21歳だし〜                               | LOFT9 Shibuya            |                                   |
| 2017年4月29日             | しらいちゃんの今後を考える会 第九夜〜ゴールデンウィークだし久しぶりのお昼だし〜           | LOFT9 Shibuya            | 橘桃奈                            |
| 2017年5月20日             | しらいちゃんの今後を考える会 第十夜〜しらいちゃんの夜明け〜                               | TSUTAYA O-WEST           |                                   |
| 2017年6月25日（24日深夜） | しらいちゃんの今後を考える会 第十一夜〜久しぶりのネイキッドだしオールナイトだし〜         | Naked Loft               |                                   |
| 2017年10月15日            | しらいちゃんの今後を考える会 第十二夜〜久しぶりの考える会だしいろいろ話したいし〜         | Naked Loft               |                                   |
| 2017年12月25日            | しらいちゃんの今後を考える会 第十三夜〜クリスマスに集まれてしまう私たちの今後を考える会〜 | Naked Loft               | ぷりあでぃす玲奈                  |

#### みるしらきゅ同窓会
出演：しらい、きゅんくん、みる子
| 公演日         | 公演名                   | 会場                 | ゲスト   |
| -------------- | ------------------------ | -------------------- | -------- |
| 2017年7月27日  | みるしらきゅ同窓会       | 新宿ロフトプラスワン |          |
| 2018年12月15日 | みるしらきゅ同窓会 vol.2 | 阿佐ヶ谷ロフト       | 𝚌𝚘𝚝𝚘     |
| 2019年3月3日   | みるしらきゅ同窓会 vol.3 | 新宿ロフトプラスワン | 近衛りこ |
| 2019年11月1日  | みるしらきゅ同窓会 vol.4 | 新宿ロフトプラスワン |          |

#### しらいちゃんの領域
| 公演日         | 公演名                                      | 会場            | ゲスト                       |
| -------------- | ------------------------------------------- | --------------- | ---------------------------- |
| 2018年8月18日  | しらいちゃんの領域                          | ROCK CAFE LOFT  |                              |
| 2018年10月12日 | しらいちゃんの領域vol.2                     | Naked Loft      | ほげちゃん、薫子             |
| 2019年3月3日   | しらいちゃんの領域vol.3                     | Naked Loft      |                              |
| 2021年5月22日  | しらいちゃんの領域vol.4                     | 阿佐ヶ谷ロフトA | ちち                         |
| 2021年7月18日  | しらいちゃんの領域vol.5                     | 阿佐ヶ谷ロフトA | ちち                         |
| 2021年9月5日   | しらいちゃんの領域vol.6                     | LOFT9 Shibuya   | イヴにゃんローラーコースター |
| 2022年3月4日   | しらいちゃんの領域vol.7～しらいちゃん生誕～ | ROCK CAFE LOFT  |                              |

### 写真展
- しらいちゃん展（2018年3月2 - 4日、高円寺ギャルリー・ジュイエ）
- しらいちゃん展（2019年4月30日 - 5月5日、渋谷ギャラリー・ルデコ4F）
- しらいちゃん展〜000-365〜（2020年3月19 - 22日、渋谷ギャラリー・ルデコ6F）
  - 大阪：4月17 - 19日、SAA STUDIO/名古屋：maison shintenchi、4月24 - 25日/東京：2021年5 - 10日、ギャラリー・ルデコは中止。「しらいちゃん展ONLINE」としてWeb上に写真を掲載[12]。
- しらいちゃん「#パフェには終わりがくる」展（東京：2020年10月8 - 11日、ギャラリー・ルデコ6F/大阪：2020年10月16 - 18日、ギャラリー&カフェMATSURI/名古屋：2020年11月14 - 15日、ギャラリーグラフィコ）
- しらいちゃん「#パフェには終わりがくる」展 vol.02（東京：2021年3月25 - 28日、ギャラリー・ルデコ6F/大阪：2021年4月2 - 4日、ギャラリー&カフェMATSURI）
- Lepidolite pre.「既視夢」（2021年6月25 - 27日、高円寺ギャルリー・ジュイエ、ちちとLepidolite名義にて開催）
- しらい × oyasumiのちいさな展示「おやすみしらいちゃん展」（2021年12月10 - 12日、cafe&Bar くらげ）
- shirai × saku 「she no end」（2022年3月25 - 27日、ギャラリーフィルモ）
- -REVERSE-（2022年4月29 - 27日、大阪会場：5月1 - 3日、瑳里と共同開催）

### 主催ライブ

#### 白羽名義
- 白羽の矢 vol.01（2019年10月9日、渋谷Glad）ゲスト：カイ
- 白羽の矢 vol.02（2019年12月13日、渋谷Glad）ゲスト：クロスノエシス、raymay
- 白羽の矢 vol.03（2020年2月14日、渋谷Glad）ゲスト：電影と少年CQ

- 白羽 生誕ワンマンライブ（2020年3月4日、渋谷Glad）※無観客配信

- 白羽の矢 Vol.04 Online ver.（2020年5月24日、渋谷Glad）ゲスト：SAKA-SAMA ※無観客配信
- 白羽2ndワンマンライブ「ZION0723 ○/●」（2020年7月23日、月見ル君思フ）
- 白羽「ひとすじの光」リリースワンマンライブ（2020年9月12日、新宿MARZ）※無観客配信
- 白羽の矢 vol.05（2020年11月8日、新宿MARZ）ゲスト：回せ！グルーヴ開発部、リリスリバース
- 白羽の矢 vol.06（2020年12月4日、新宿MARZ）ゲスト：劇場版ゴキゲン帝国Ω
- 白羽の矢 vol.07（2021年1月22日、新宿MARZ）ゲスト：棘-おどろ-、代代代、Payrin's
- 白羽の矢 vol.08（2021年2月23日、新宿MARZ）ゲスト：Lion net girl、BLACKNAZARENE
- 白羽生誕ワンマンライブ（2021年3月6日、代官山UNIT）
- 白羽の矢 Final（2021年4月23日、新宿MARZ）ゲスト：SAKA-SAMA、イヴにゃんローラーコースター、SARI
- 白羽Last Oneman Live （2021年6月6日、代官山UNIT）

#### しらい名義
- しらいちゃん生誕2023「starry heaven」(2023年3月4日、下北沢Flowers Loft)

#### cherish your bubble名義
- euphoria bubble vol.1（2023年5月15日、LOFT HEAVEN、主催公演）ゲスト：平野友里、電影と少年CQ
- euphoria bubble vol.2（2023年9月2日、下北沢Flowers Loft、主催公演）ゲスト：和田輪、SAKA-SAMA

## 出演

### PV
- イチヂク 2nd Full Album「嫐」
  - 「ピザ食べたい」（2016年6月1日）
  - 「カウントダウン」（2016年6月4日）
  - 「芋虫」（2016年6月8日）
  - 「佐伯さん」（2016年6月11日）
  - 「累」（2016年7月2日）
  - 「お前Killyou」（2016年7月2日）
- 破滅ロマンス 「つめたい雨、やさしい君」（2020年7月26日）

### ファッションショー
- フェアリーランドマリアージュ（2016年11月24日、原宿レンタルスペースさくら）
- ゴシック＆ロリータフェスティバル「Neo à la carte」 vol.01（2017年5月5日、原宿ベルエポック美容専門学校　第二校舎ホール）
- KERAフェス（2017年5月27日、代官山SPACE ODD）
- HAZAMAはじめてのファッションショー（2018年6月19日、恵比寿ザ・ガーデンホール）
- 「女流雑貨 vol.0 art music festival」MIYANISHIYAMAファッションショー （2018年11月18日、池袋オンリーユー）
- 星名桜子1st one-man live & fashion show「桜ノ公演会」（2019年3月24日、代官山SPACE ODD）
- 原宿POP中国連動企画「日中オンラインファッションショー」（2020年6月22日）[13]
- H-POP to World〜ファッションと音楽の祭典〜コロナに負けるな原宿!〜（2020年11月30日、TSUTAYA O-EAST（無観客生配信））
- BABY,THE STARS SHINE BRIGHT ・ALICE and the PIRATES （2021年12月11日、渋谷ヒカリエ ホールA）
- 2023S/S BRAND-NEW FASHION SHOW in SHIBUYA Hikarie（2023年2月5日、渋谷ヒカリエ ホールA）

### イベント・トークイベント
- 世界キャラクターさみっとin羽生 2018（2018年11月25日）
- 吉田豪×南波一海の“このアイドルが見たい”2019炎帝（2019年7月17日）※白羽名義
- 吉田豪&南波一海の"このアイドルが見たい"2022肇春（2022年1月22日）※Parfait♡Girls名義
- “南波一海のヒアヒア” –しらいちゃんの場合–（2023年5月15日）
- 吉田豪&南波一海の“このアイドルが見たい”2023立夏（2023年5月22日）※cherish your bubble名義